# HMG-box

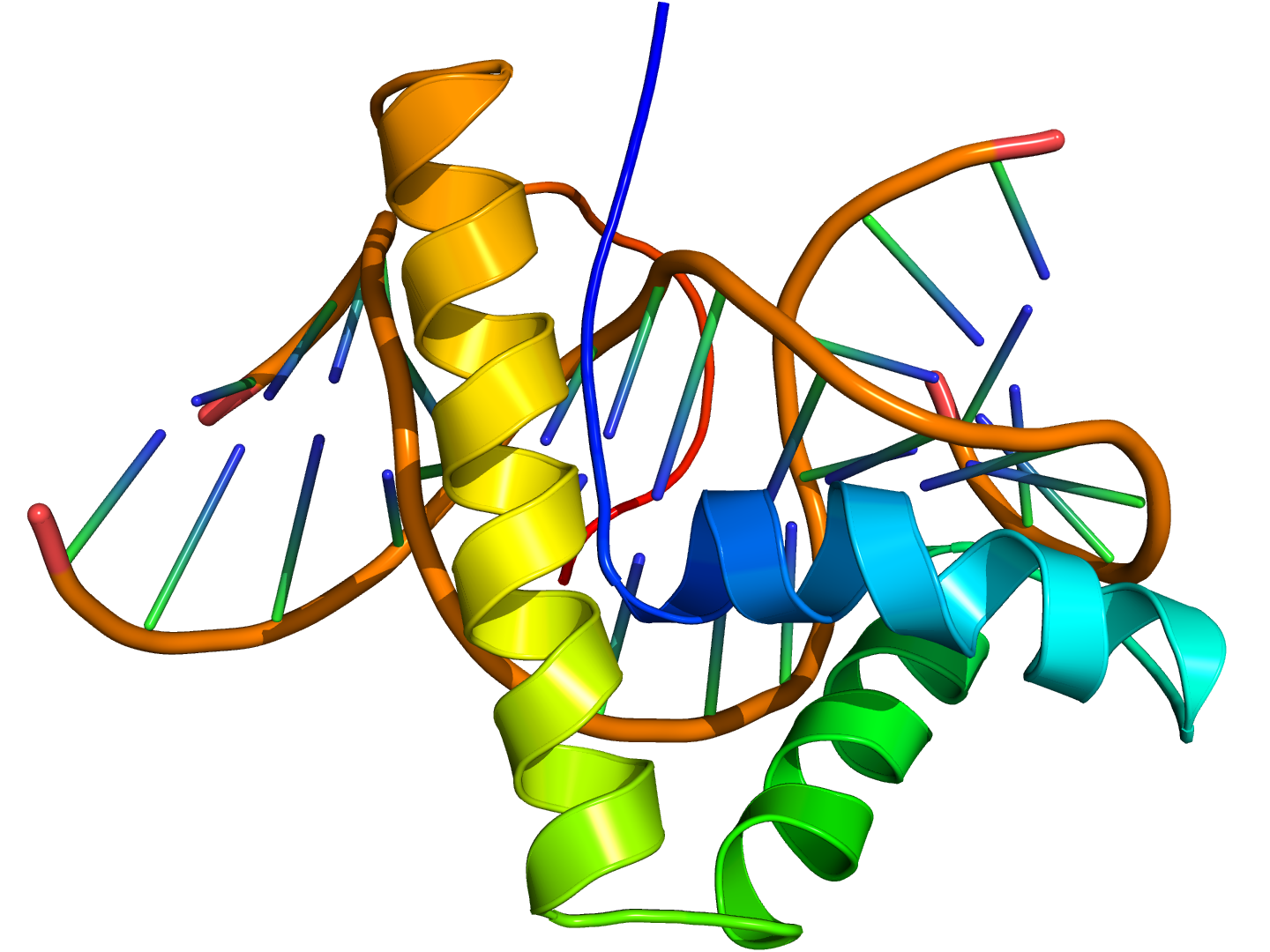
Struttura da spettroscopia RMN del dominio HMG-box della proteina LEF1 (di color arcobaleno, N-terminale blu e C-terminale rosso) complessata con il DNA (marrone), basata su coordinate 2LEF di PDB.

HMG-box (High-Mobility Group box) è un dominio proteico coinvolto nel legame del DNA.

## Struttura
HMG-box contiene tre alfa eliche congiunte da dei motivi ad ansa.

## Funzione
Le proteine con HMG-box legano ad alta affinità il DNA che non sia nella conformazione B.
I dominî HMG-box si trovano nelle proteine High Mobility Group, che partecipano alla regolazione di processi riguardanti il DNA, come la trascrizione, la replicazione e la riparazione del DNA — in ognuno dei quali è necessaria un rimodellamento della cromatina.